# Никола Дреновац
Никола Дреновац (Рума, 17. децембар 1907 — Београд, 12. јун 1996) био је српски свештеник, књижевник и преводилац,  учесник Народноослободилачке борбе и уредник Радио Београда.

## Биографија и каријера
Рођен је 1907. године у Руми од оца Василија румског ћурчије и мајке Јелене, рођене Петровић. Школовање је започео у родном месту, где је завршио гимназију, а затим 1929. године Српску православну богословију Светог Арсенија у Сремским Карловцима. До 1938. службовао је у Славонији и Срему као свештеник, а након тога одлази у Сједињене Америчке Државе.
Године 1942. у Сједињеним Државама, Дреновац приступа Српском напредном покрету и избог тога бива искључен из цркве. Након завршетка Другог светског рата враћа се у СФРЈ и почиње да ради као уредник недељника Слободна реч, Просвете и Литералне редакције Радио Београда, а на том положају је 1964. године и пензинисан.
Још 1926. почео је да објављује запажене песме у београдским и другим листовима и часописима и да скреће  пажњу читалаца и критике на своје
име. Поред стварања поезије и прозе, Дреновац је део свог стваралаштва посветио деци.
Преминуо је 12. јуна 1996. године у Београду, а сахрањен је у Алеји заслужних грађана на Новом гробљу.